# Kicker
Kicker — ведущий немецкий спортивный журнал, преимущественно посвящённый футболу. Основан в 1920 году пионером футбола в Германии Вальтером Бенземаном и выходит два раза в неделю. По понедельникам объём журнала составляет от 80 до 96 страниц, цена — 3,20 евро. По четвергам объём равен 48 страницам и цена — 2,20 евро. По данным на 2021 год, выпуск, поступающий в продажу в понедельник, расходится в среднем в количестве свыше 96 000 экземпляров, тогда как продажи издания, выходящего в четверг, в среднем составляют более 92 000 экземпляров. Kicker является одним из учредителей European Sports Media (ESM) — ассоциации, объединяющей спортивные издания с акцентом на футбол.

## Содержание
Редакция журнала из года в год публикует ежегодник Kicker Almanach, подводящий итоги спортивного года в Германии. Ежегодник впервые был издан в 1937 году, но из-за развернувшихся военных действий (Вторая мировая война) издание было прервано. С 1959 года Kicker Almanach выпускается регулярно каждый год.
Помимо прочего, Kicker охватывает ряд футбольных соревнований:
- различные уровни немецких лиг (Бундеслига, Вторая Бундеслига, Третья лига, Региональная лига)
- Кубок Германии
- Мужская и женская сборные Германии по футболу (а также молодёжные сборные)
- Женская Бундеслига
- европейские футбольные лиги (прежде всего АПЛ, Ла Лига, Серия А, Лига 1)

Также, издание регулярно публикует новости других спортивных соревнований:
- Формула-1
- Летние и зимние Олимпийские игры
- Киберспортивные турниры
- другие виды спорта, в зависимости от текущих соревнований

Регулярно выходят дополнительные издания:
- К началу и окончанию сезона в Бундеслиге.
- К началу группового этапа еврокубков
- К началу финального раунда чемпионатов Европы и Мира по футболу.

Помимо двух еженедельных публикаций, Kicker предоставляет цифровое издание с 2012 года.
Согласно статистикам, количество посещений kicker.de во время футбольного сезона превышает 30 миллионов в месяц (с учётом мобильного интернета и приложений — 110 миллионов в месяц). Онлайн-версия также включает в себя трансляции матчей более чем 80 различных международных лиг.

## Вручаемые награды
- Издание ежегодно награждает самого результативного игрока бундеслиги пушкой бомбардира (Kicker Torjägerkanone). Похожую награду — трофей Пичичи — получает лучший бомбардир в испанском футболе.
- Совместно с членами Немецкого союза спортивных журналистов (Verband Deutscher Sportjournalisten) журнал выбирает «футболиста года» (в мужском и женском футболе), тренера года и спортивное фото года.
- С 1990 года журналом вручается награда в номинации «личность года» (Persönlichkeit des Jahres) самому выдающемуся человеку немецкого футбола (до 2019 «человек года» (Mann des Jahres)).[8]
- Кроме того, с 1974 года читатели голосуют за «Киккера года» в конце каждого сезона Бундеслиги. Сейчас это категории вратарь, защита, полузащита, штурм,[источник не указан 639 дней] тренер и новичок. Победители в каждой категории получают Золотую k[что?].

### «Лучшие футбольные клубы XX века»
В 1998 году журнал опубликовал список лучших футбольных клубов 20-го столетия. Список базировался на выборе авторитетных бывших футболистов и тренеров (Джованни Трапаттони, Йохан Кройф, Удо Латтек, Жюст Фонтен и так далее) — каждый из них выбирал 5 клубов, которые он считал лучшими, при этом аргументируя свой выбор. Не все специалисты придерживались предложенного количества команд. К примеру, Йохан Кройф выбрал три клуба — «Аякс», «Милан» и «Динамо» (Киев). Аргументируя свой выбор в пользу «Динамо» вместо таких клубов как «Реал Мадрид», Кройф отметил стабильность в выступлении команды на «высшем уровне», особенно на протяжении 70-х и 80-х годов, добиваясь этого без покупок легионеров и исключительно с помощью «доморощенных» игроков.
Указаны достижения клубов до 1999 года
| Место | Клуб              | Континентальные трофеи                                                       | обладатели Золотого мяча                | Национальные трофеи                                         |
| ----- | ----------------- | ---------------------------------------------------------------------------- | --------------------------------------- | ----------------------------------------------------------- |
| 1     | Реал Мадрид       | 7x Лига чемпионов УЕФА, 2x Кубок УЕФА, Суперкубок УЕФА                       | 2x ди Стефано, Копа                     | 27x Ла Лига, 17x Кубок Испании                              |
| 2     | Аякс              | 4x Лига чемпионов УЕФА, Кубок кубков УЕФА, Кубок УЕФА, 2x Суперкубок УЕФА    | Йохан Кройф                             | 27x чемпион Нидерландов, 14x Кубок Нидерландов              |
| 3     | Милан             | 5x Лига чемпионов УЕФА, 2x Кубок УЕФА, 3x Суперкубок УЕФА                    | 3x ван Бастен, Ривера, Гуллит, Веа      | 16x чемпион Италии, 4x Кубок Италии                         |
| 4     | Бавария           | 3x Лига чемпионов УЕФА, Кубок кубков УЕФА, Кубок УЕФА                        | 2x Беккенбауер, 2x Руммениге, Мюллер    | 15x чемпион Германии, 9x Кубок Германии                     |
| 5     | Барселона         | Лига чемпионов УЕФА, 4x Кубок кубков УЕФА, 2x Суперкубок УЕФА                | 2x Кройф, Стоичков, Ривалдо             | 16x Ла Лига, 24x Кубок Испании                              |
| 6     | Манчестер Юнайтед | 2x Лига чемпионов УЕФА, Кубок кубков УЕФА, Суперкубок УЕФА                   | Лоу, Чарльтон, Бест                     | 12x чемпион Англии, 10x Кубок Англии, Кубок Футбольной лиги |
| 7     | Бенфика           | 2x Кубок европейских чемпионов                                               | Эйсебио                                 | 30x чемпион Португалии, 26x Кубок Португалии                |
| 8     | Динамо (Киев)     | 2x Кубок кубков УЕФА, Суперкубок УЕФА                                        | Блохин, Беланов                         | 13x чемпион СССР / 7x Украины, 9x Кубок СССР / 4x Украины   |
| 9     | Ювентус           | 2x Лига чемпионов УЕФА, Кубок кубков УЕФА, 3x Кубок УЕФА, 2x Суперкубок УЕФА | 3x Платини, Сивори, Росси, Баджо, Зидан | 26x чемпион Италии, 9x Кубок Италии                         |
| 10    | Интернационале    | 2x Лига чемпионов УЕФА, 3x Кубок УЕФА                                        | Маттеус, Роналдо                        | 13x чемпион Италии, 3x Кубок Италии                         |

### «Лучшие футбольные клубы (1863—2014)»
В 2014 году журнал составил список лучших клубов в истории. В отличие от предыдущего рейтинга, новый список составляли редакторы журнала. Список был основан на критериях, как история клубов, достижения на международной арене, выигранные титулы и карьера собственных игроков. Наибольшее количество клубов в топ-10 (3) представляли Германию.
| Место | Клуб                   | Континентальные трофеи                                                       | обладатели Золотого мяча                                                 | Национальные трофеи                                            |
| ----- | ---------------------- | ---------------------------------------------------------------------------- | ------------------------------------------------------------------------ | -------------------------------------------------------------- |
| 1     | Реал Мадрид            | 13x Лига чемпионов УЕФА, 2x Кубок УЕФА, 4x Суперкубок УЕФА                   | 4x Криштиану Роналду, 2x ди Стефано, Копа, Луиш Фигу, Роналдо, Каннаваро | 33x Ла Лига, 19x Кубок Испании                                 |
| 2     | Бавария                | 5x Лига чемпионов УЕФА, Кубок кубков УЕФА, Кубок УЕФА, Суперкубок УЕФА       | 2x Беккенбауер, 2x Руммениге, Мюллер                                     | 28x чемпион Германии, 18x Кубок Германии                       |
| 3     | Манчестер Юнайтед      | 3x Лига чемпионов УЕФА, Кубок кубков УЕФА, Лига Европы УЕФА, Суперкубок УЕФА | Лоу, Чарльтон, Бест, Криштиану Роналду                                   | 20x чемпион Англии, 12x Кубок Англии, 5х Кубок Футбольной лиги |
| 4     | Ливерпуль              | 5x Лига чемпионов УЕФА, 3x Кубок УЕФА, 3x Суперкубок УЕФА                    | Оуэн                                                                     | 18x чемпион Англии, 7x Кубок Англии, 8x Кубок Футбольной лиги  |
| 5     | Барселона              | 5х Лига чемпионов УЕФА, 4x Кубок кубков УЕФА, 5x Суперкубок УЕФА             | 6х Месси, 2x Кройф, Стоичков, Ривалдо, Роналдиньо                        | 25x Ла Лига, 30x Кубок Испании                                 |
| 6     | Милан                  | 7x Лига чемпионов УЕФА, 2x Кубок УЕФА, 5x Суперкубок УЕФА                    | 3x ван Бастен, Ривера, Гуллит, Веа, Шевченко, Кака                       | 18x чемпион Италии, 5x Кубок Италии                            |
| 7     | Ювентус                | 2x Лига чемпионов УЕФА, Кубок кубков УЕФА, 3x Кубок УЕФА, 2x Суперкубок УЕФА | 3x Платини, Сивори, Росси, Баджо, Зидан, Недвед                          | 34x чемпион Италии, 13x Кубок Италии                           |
| 8     | Бока Хуниорс           | 6x Кубок Либертадорес, 2x Южноамериканский кубок, 4x Рекопа Южной Америки    | -                                                                        | 33x чемпион Аргентины, 12x Кубок Аргентины                     |
| 9     | Гамбург                | Кубок европейских чемпионов, Кубок обладателей кубков УЕФА                   | 2x Киган                                                                 | 6x чемпион Германии, 3x Кубок Германии                         |
| 10    | Боруссия Мёнхенгладбах | 2x Кубок УЕФА                                                                | Симонсен                                                                 | 5x чемпион Германии, 3x Кубок Германии                         |